# Klaus Harms (Geistlicher)
Klaus Harms (* 20. Februar 1906; † 6. Mai 1972) war ein deutscher evangelischer Geistlicher.

## Leben
Nach dem Studium der Theologie und Promotion in Greifswald und Tübingen war Harms von 1931 bis 1945 Pfarrer in Gülzow und während der Zeit des Nationalsozialismus Mitglied der Bekennenden Kirche. Nach Kriegsende wirkte er in den Jahren 1946/47 als Flüchtlingspfarrer in Rotenburg, im Anschluss von 1947 bis 1971 als Pfarrer in der reformierten Gemeinde Detmold-West. Von 1962 bis 1967 war er Superintendent.
Daneben war er Vorsitzender des Verbandes der Evangelischen Pfarrervereine in Deutschland. Sein Nachlass befindet sich im Evangelischen Zentralarchiv in Berlin.

## Ehrungen
- 1968: Verdienstkreuz 1. Klasse der Bundesrepublik Deutschland

## Schriften (Auswahl)
- Bugenhagens Bedeutung für die Kirche in seiner Heimat. Rautenberg, Leer 1965.
- Die Beziehungen des Protestantismus zum Osten: übernommene und bleibende Verantwortung. Rautenberg, Leer 1963.
- Bewahrtes und bewährtes Erbe. Rautenberg, Leer 1962.
- Jakob Runge: ein Beitrag zur pommerschen Reformationsgeschichte. Verlag Unser Weg, Ulm, 1961.
- Melanchthons Beziehungen zu Pommern und sein Einfluß auf die pommersche Kirche. 1960.
- D. Johann Bugenhagen. Bechauf, 1958.
- Die evangelische Beichte. Bechauf, Bielefeld 1954.
- Die gottesdienstliche Beichte als Abendmahlsvorbereitung in der evangelischen Kirche, in Geschichte und Gestaltung. Greifswald / Bamberg 1930 (zugleich: Diss. theol., Greifswald 1930).